# Presidente de Uruguay
El presidente de la República Oriental del Uruguay es el jefe de Estado y jefe de Gobierno, presidente del Consejo de Ministros y mando superior de las Fuerzas Armadas.
Dicho mandatario preside el Poder Ejecutivo, el Consejo de Ministros y la Presidencia de la República, junto con el secretario y el prosecretario de la Presidencia, así como el director de la Oficina de Planeamiento y Presupuesto.
Hasta la fecha, ha habido un total de 37 personas que asumieron el cargo y 42 presidencias (esto es porque Fructuoso Rivera en 1830 y 1839, Francisco Antonino Vidal en 1880 y 1886, José Batlle y Ordóñez en 1903 y 1911, Gabriel Terra en 1931, 1933 y 1934, Julio María Sanguinetti en 1984 y 1994, y Tabaré Vázquez en 2004 y 2014 ocuparon más de una vez el cargo). De las personas elegidas para el cargo, treinta y dos fueron elegidas en treinta y seis elecciones (diecinueve con sufragio indirecto y diecisiete con sufragio directo). En cuanto al término del mandato por el que fueron elegidos (sin contar la presidencia actual), veintiuno terminaron su mandato, uno dio paso a una nueva forma de gobierno de forma constitucional, siete presentaron renuncia al cargo, tres dieron golpes de Estado, uno fue asesinado y dos murieron por causas naturales. Además dos vicepresidentes, dos ministros de Guerra y dos senadores asumieron tras la falta de un presidente.

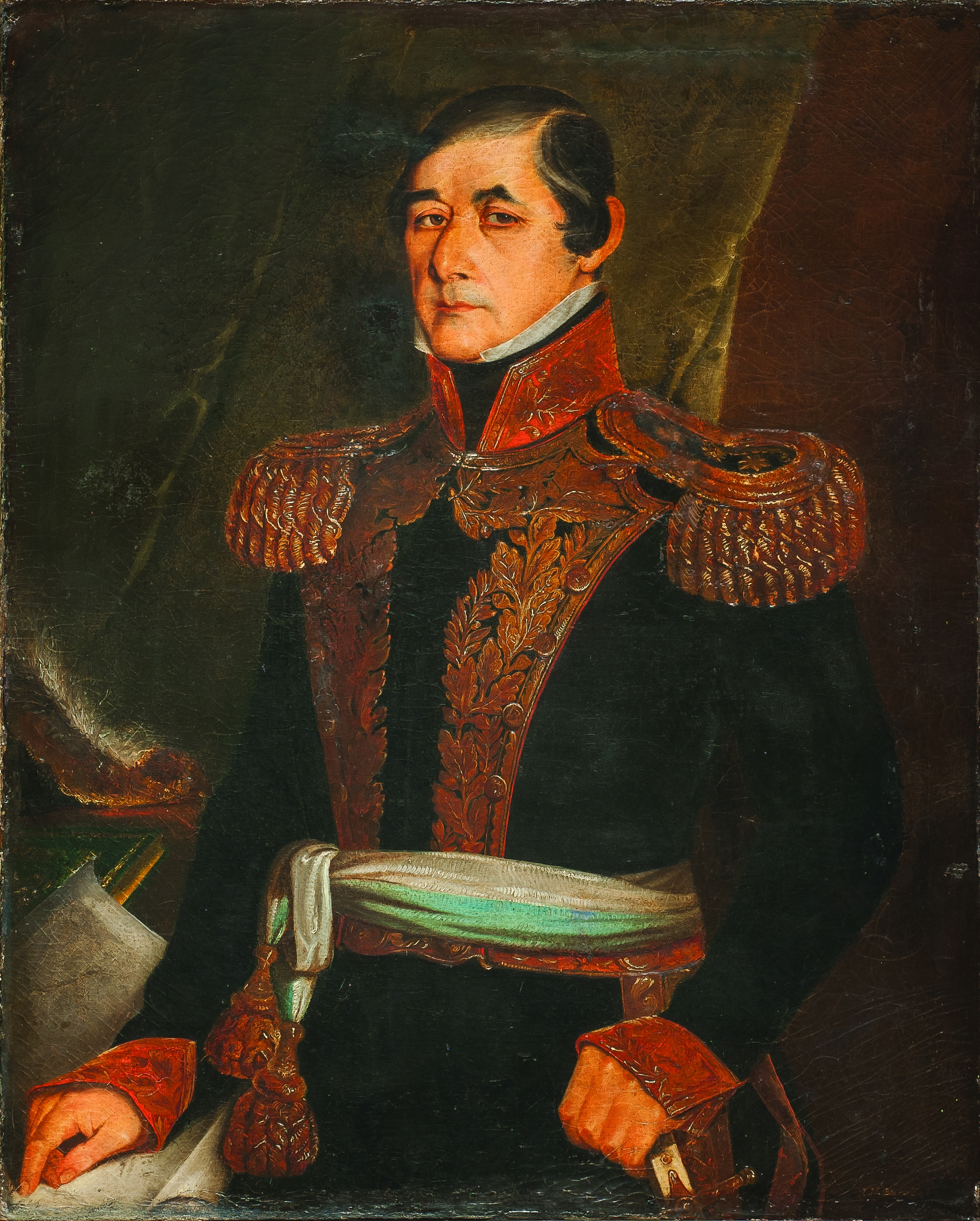
Fructuoso Rivera, el primer presidente de Uruguay, asume el cargo en 1830.

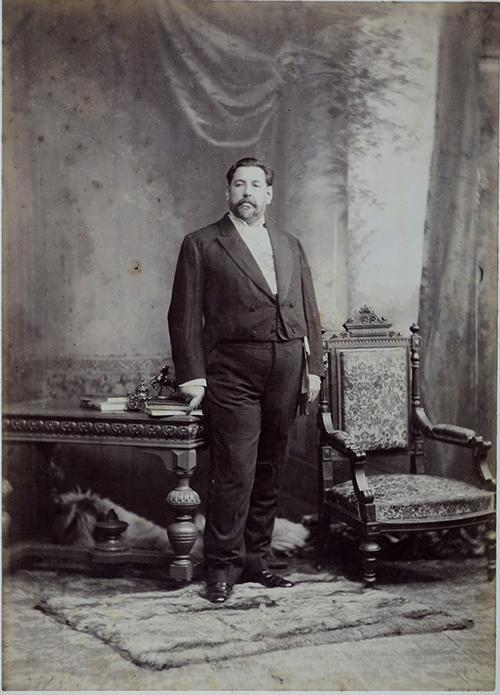
José Batlle y Ordóñez, dos veces presidente e impulsor de la primera reforma constitucional en 1918.

Fructuoso Rivera asumió el cargo el 6 de noviembre de 1830, siendo el primer titular. Desde el 1 de marzo de 2025, el presidente de la República es Yamandú Orsi, quien fue electo en las elecciones generales de 2024.

## Proceso de elección

### Elegibilidad
En la Constitución se detallan las limitantes y los requisitos del cargo. En cuanto a los requisitos, estos se encuentran detallados en el artículo 151:
- Contar con ciudadanía natural es esencial; es decir, haber nacido en el país o ser hijo de un uruguayo. Imposibilitando el acceso al cargo a cualquier tipo de ciudadano legal o no ciudadano.
- Estar inscripto en el Registro Cívico Nacional
- Tener la edad de al menos 35 años.

(...) Sólo podrán ser elegidos los ciudadanos naturales en ejercicio, que tengan treinta y cinco años cumplidos de edad.
Artículo 151, Capítulo I, Sección IX del Poder Ejecutivo, Constitución de la República

En cuanto a las limitaciones del cargo:
- Inhabilitación de ejercer política partidaria activa

El Presidente de la República y los miembros de la Corte Electoral no podrán formar parte de comisiones o clubes políticos, ni actuar en los organismos directivos de los partidos, ni intervenir en ninguna forma en la propaganda política de carácter electoral.
Quinto inciso, Artículo 77, Capítulo II, Sección III de la Ciudadanía y el Sufragio, Constitución de la República

- Inhabilitación a ejercer otro cargo mientras se ejerza el cargo de presidente (inciso 1 del artículo 91 y artículo 99).
- Inhabilitación de ser candidato a Representante Nacional (artículo 92).

### Elección
Según la Constitución actual, las personas que deseen ser presidente deben inscribir su candidatura, a través de un partido político, en las elecciones internas de los partidos políticos, las cuales se realizan el mismo año que se realizan las elecciones nacionales. En estas elecciones cada partido político define un candidato único, el cual se presenta representando al partido en las elecciones nacionales. En las elecciones presidenciales, mediante voto secreto, la ciudadanía elige entre las candidaturas presentadas. En caso de que ninguna candidatura obtenga la mayoría absoluta de los votos, se procede a una segunda vuelta, denominada "Balotaje", entre las dos candidaturas más votadas. En dicha votación resulta ganadora la candidatura que obtenga la mayoría de los votos.
En la primera Constitución se estipulaba que el presidente era elegido por la Asamblea General a mayoría absoluta de votos, por lo que el presidente se elegía en votación indirecta ya que la ciudadanía votaba a los legisladores y estos votaban a un candidato a presidente. La Constitución de 1918 establece por primera vez el voto popular directo en la elección del presidente, aunque solamente votaban ciudadanos hombres. Recién en 1938 se habilitó el voto femenino en las elecciones nacionales a presidente.

### Juramento
De acuerdo con el artículo 158 de la Constitución, el mandato del presidente comienza el 1 de marzo siguiente a la fecha de elección y a la vez ese día se da por finalizado el mandato del presidente anterior. De acuerdo al Manual de Ceremonial Público aprobado el 14 de noviembre de 2007, antes de poder ejercer, tanto el presidente como el vicepresidente electos deben realizar el acto de toma de posesión del cargo en presencia de ambas cámaras legislativas reunidas en Asamblea General en el Palacio Legislativo. Se requiere, por disposición de la Constitución, que presten el siguiente juramento ante el presidente actuante del Senado:

"Yo, N.N., me comprometo por mi honor a desempeñar lealmente el cargo que se me ha confiado y a guardar y defender la Constitución de la República"
Artículo 158, Capítulo I, Sección IX de la Poder Ejecutivo, Constitución de la República.

Luego de prestar juramento, tanto el presidente como el vicepresidente electos se dirigen desde el Parlamento hasta la sede del Poder Ejecutivo (hoy en día Torre Ejecutiva) donde presidente y vicepresidente salientes los aguardan para la ceremonia de traspaso de mando. Luego de que el Escribano de Gobierno hace lectura y firma del acta, el presidente entrante asume de forma oficial y se procede a la entrega por parte del presidente saliente de la banda presidencial. El primer acto del presidente es la designación del Secretario de Presidencia.
Esta modalidad fue cambiada en 2010, ya que la ceremonia de asunción y cambio de mando de José Mujica se realizó sobre la Plaza Independencia, a los pies del monumento al prócer José Gervasio Artigas, manteniéndose esta tradición para los posteriores cambios de mando. En 2025, ante el pronóstico de lluvias para la jornada del 1 de marzo, se especuló con la posibilidad de mudar la ceremonia al Auditorio Nacional Doctora Adela Reta del SODRE, aunque finalmente se mantuvo en la Plaza Independencia.

### Duración
Actualmente, desde la reforma constitucional de 1967, se establece la duración de los mandatos en cinco años tanto para el presidente como para el vicepresidente y se prohíbe la reelección inmediata, teniendo que esperar, tanto el presidente como el vicepresidente, cinco años para poder volver a ocupar sus respectivos cargos. Esta disposición compete al presidente con respecto a la vicepresidencia pero no al vicepresidente con respecto a la presidencia (Artículo 152 de la Constitución).
En el artículo 75 de la Constitución de 1830 se especificaba que las funciones del Presidente durarán por cuatro años; y no podrá ser reelegido sin que medie otro tanto tiempo entre su cese y la reelección. El texto constitucional aprobado en 1918 mantenía la duración de los mandatos en cuatro años pero exigiendo que medien ocho años entre el cese y la reelección. Esta disposición quedó sin efecto en los siguientes textos constitucionales, restaurándose la disposición original, la cual también limitó la duración de los períodos de gobierno mientras el Poder Ejecutivo era ejercido por el Consejo Nacional de Gobierno.
Ha habido ciertos movimientos que han impulsado que se habilite la reelección presidencial pero sin lograr gran trascendencia, a excepción de la Unión Nacional Reeleccionista que impulsaba la reelección de Jorge Pacheco Areco en 1971. En 1966 es electo como presidente Óscar Gestido el cual va acompañado de Jorge Pacheco Areco como candidato a vicepresidente. Gestido fallece al tiempo de asumir y Pacheco Areco asume la presidencia. En las siguientes elecciones, las de 1971, hubo un intento reeleccionista de parte del presidente y sus correligionarios a través de la Unión Nacional Reeleccionista. El proyecto fracasó, aunque logró un caudal importante de votos que permitieron que el candidato del sector si no se aprobaba la reforma, Juan María Bordaberry, fuera electo presidente.
Hubo varias personas que ocuparon más de una vez el cargo si se contabilizan presidencias interinas o presidentes del Senado en ejercicio del Poder Ejecutivo, pero solo hubo cinco personas que fueron elegidas para ocupar más de una vez el cargo: Fructuoso Rivera de 1830 a 1834 y de 1839 a 1843, Francisco Antonino Vidal de 1880 a 1882 y durante 1886, José Batlle y Ordóñez de 1903 a 1907 y de 1911 a 1915, Julio María Sanguinetti de 1985 a 1990 y de 1995 a 2000 y Tabaré Vázquez de 2005 a 2010 y de 2015 a 2020. Aunque solamente Julio María Sanguinetti y Tabaré Vázquez fueron elegidos por sufragio universal directo para ocupar más de una vez el cargo.

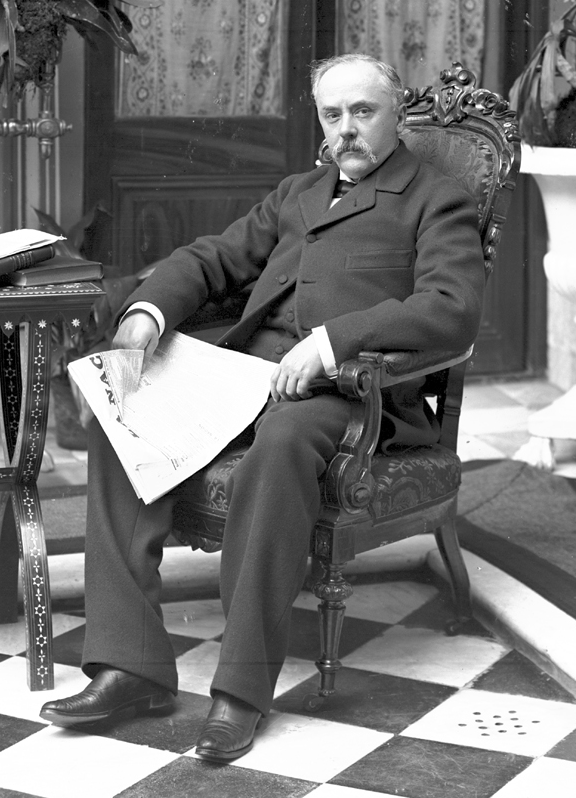
Juan Idiarte Borda, víctima del único magnicidio registrado en la historia del Uruguay.

## Poderes y deberes
El presidente tiene la atribución de nombrar y destituir a Ministros. De acuerdo al artículo 168 de la Constitución, al Presidente de la República, actuando con el Ministro o Ministros respectivos, o con el Consejo de Ministros, corresponde, entre otros asuntos:
1. La conservación del orden y tranquilidad en lo interior, y la seguridad en lo exterior.
2. El mando superior de todas las Fuerzas Armadas ya sea en tiempo de paz y/o de guerra.
3. Publicar y circular todas las leyes y hacerlas ejecutar, expidiendo los reglamentos especiales que sean necesarios para su ejecución.
4. Informar al Poder Legislativo, al inaugurarse las sesiones ordinarias, sobre el estado de la República y las mejoras y reformas que considere dignas de su atención.
5. Poner objeciones o hacer observaciones a los proyectos de ley que le remita el Poder Legislativo, y suspender u oponerse a su promulgación.
6. Proponer proyectos de ley o modificaciones a las leyes anteriormente dictadas.
7. Destituir los empleados por ineptitud, omisión o delito.
8. Decretar la ruptura de relaciones y, previa resolución del Poder Legislativo, declarar la guerra.
9. Tomar medidas prontas de seguridad en los casos graves e imprevistos de ataque exterior o conmoción interior.
10. Preparar y presentar al Poder Legislativo los presupuestos.
11. Concluir y suscribir tratados, necesitando para ratificarlos la aprobación del Poder Legislativo.

## Cese o incapacidad

### Vacancia del cargo
La oficina presidencial puede quedar vacante por varias circunstancias: muerte, dimisión y destitución. Hasta la fecha, tres personas murieron ejerciendo el cargo, Juan Idiarte Borda en 1897, Tomás Berreta en 1947 y Óscar Gestido en 1967, tanto Berreta como Gestido fallecieron por causas naturales mientras que Idiarte Borda fue víctima de un asesinato. Andrés Martínez Trueba dio por finalizado su mandato de cuatro años al año de asumir para dar paso a un poder ejecutivo colegiado (Consejo Nacional de Administración) en 1952 tal como se expresaba en la Constitución de 1952. 
En cuanto a renuncias al cargo de presidente, el último antecedente se retrotrae al siglo XIX con la renuncia de Francisco Antonino Vidal al cargo en 1886. En total se contabilizan un total de siete renuncias al cargo: Fructuoso Rivera en 1834, Manuel Oribe en 1838, Venancio Flores en 1855, José Eugenio Ellauri en 1875, Lorenzo Latorre en 1880 y Francisco Antonino Vidal en 1882 y en 1886. Juan Francisco Giró fue el único presidente constitucional depuesto, forzándolo a renunciar en 1853 para dar paso al Triunvirato de Gobierno integrado por Venancio Flores, Juan Antonio Lavalleja y Fructuoso Rivera.
Solo Gabriel Terra en 1933 no culminó su mandato ya que disolvieron el Parlamento y ejercieron el poder de manera autoritaria con represión y censuras políticas.

### Subrogación y sucesión presidencial

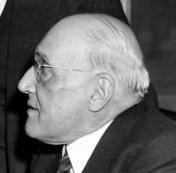
Tomás Berreta, primer presidente en fallecer de forma natural en pleno mandato

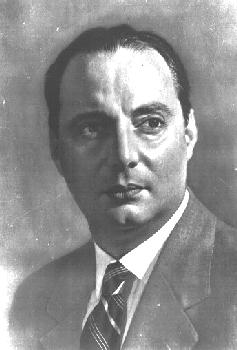
Luis Batlle Berres, primer vicepresidente en suceder en la Presidencia a un presidente fallecido. Además, primer nieto de un Presidente por línea paterna.

En todos los casos de vacancia temporal o definitiva de la presidencia, el vicepresidente ocupará el cargo con las mismas facultades y atribuciones, en caso de ser vacancia definitiva el vicepresidente asumirá el mando hasta el final del período (artículo 150 de la Constitución). En caso de que la Presidencia de la República quedará vacante de forma temporal o definitiva o en caso de licencia, renuncia, cese o muerte del Presidente y del Vicepresidente, la presidencia recaerá en el primer Senador titular de la lista más votada del partido político por el cual fueron elegidos tanto el presidente como el vicepresidente, siempre que cumpla con las disposiciones del artículo 151 y no estuviera impedido por las del artículo 152 (Artículo 153 de la Constitución).

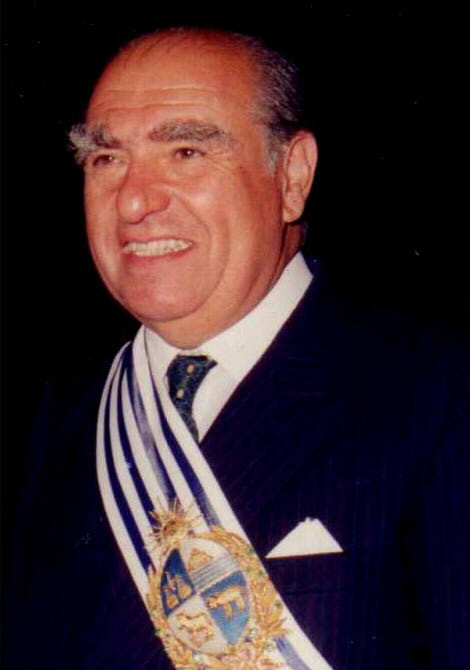
Julio María Sanguinetti, primer presidente elegido en dos ocasiones mediante sufragio universal, además también fue el primer presidente tras el retorno de la Democracia en Uruguay.

En caso de que el presidente electo no pudiera temporalmente asumir el mando o ejercer el mismo, el vicepresidente, o en su defecto de acuerdo al procedimiento establecido en el artículo 153, asumirá el mando de forma temporal hasta que perduren las causas que generaron dicha incapacidad (artículo 156 de la Constitución). Si a la fecha de toma de mando (1 de marzo del año siguiente a la elección) no estuvieran proclamados por la Corte Electoral el presidente y el vicepresidente o la elección fuera anulada, el presidente cesante delegara el mando en el presidente de la Suprema Corte de Justicia quien actuara hasta que se efectúe la trasmisión mientras tanto quedara suspendido temporalmente en sus funciones judiciales (artículo 157 de la Constitución).

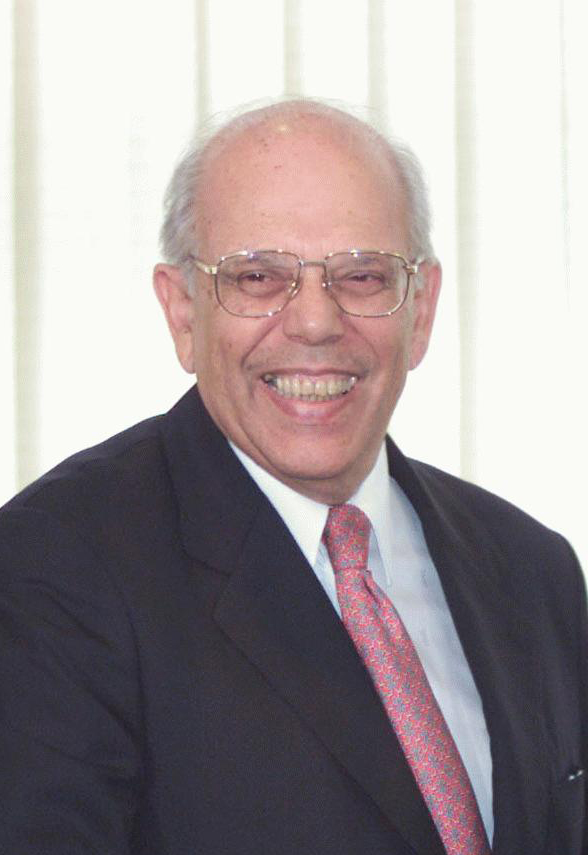
Jorge Batlle, primer presidente electo en un balotaje en Uruguay. Además, primer bisnieto de un Presidente por línea paterna.

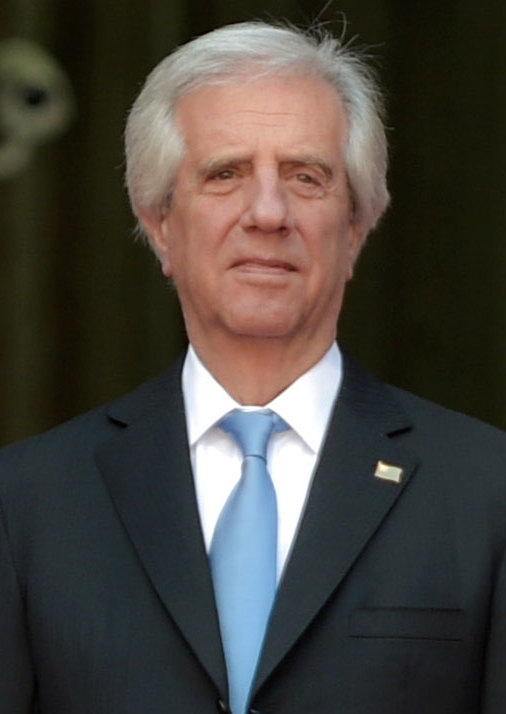
Tabaré Vázquez, primer presidente de izquierdas de Uruguay. Rompiendo con una tradición de gobiernos blancos y colorados.

En la primera Constitución se establecía que en caso de vacancia de la Presidencia, sea por enfermedad, ausencia, muerte, renuncia, destitución, o de cesación de hecho, el cargo era asumido por el presidente del Senado. Con la introducción del Consejo de Administración en el texto constitucional de 1918, se dispuso que quien suplantará al presidente fuera el miembro del Consejo que el presidente hubiera elegido, quedando suspendido en sus funciones de consejero mientras ejerciera el cargo, y que en caso de quedar vacante la Presidencia de la República la Asamblea General, a mayoría absoluta de votos, designara a quien desempañaría la presidencia hasta el 1 de marzo siguiente a las próximas elecciones de miembros del Consejo donde se elegiría el presidente de la República. Con la introducción de la figura del vicepresidente en la Constitución de 1934, se agrupó en una sola persona tanto la presidencia de la Asamblea General y la Cámara de Senadores como el ser el primero en la línea de sucesión presidencial. Con la abolición del puesto de presidente en el texto constitucional de 1952, como consecuencia de la introducción de un poder ejecutivo colegiado, también se eliminó el puesto de vicepresidente, por lo que la presidencia de la Asamblea General y la Cámara de Senadores se estipuló que la ejercería el primer Senador titular de la lista más votada del partido político más votado. A raíz de la reforma de 1967 se reintrodujeron tanto el puesto de presidente como el de vicepresidente.

### Casos de sucesión presidencial
| Sucesor                        | Partido | Partido          | Cargo anterior del sucesor  | Fecha                    | Motivo de la sucesión                                                                   |
| ------------------------------ | ------- | ---------------- | --------------------------- | ------------------------ | --------------------------------------------------------------------------------------- |
| Carlos Anaya                   |         | Partido Colorado | Presidente del Senado       | 24 de octubre de 1834    | Renuncia de Fructuoso Rivera luego de 3 años, 11 meses y 18 días en la presidencia.     |
| Gabriel Antonio Pereira        |         | Partido Colorado | Presidente del Senado       | 24 de octubre de 1838    | Renuncia de Manuel Oribe luego de 3 años, 7 meses y 23 días en la presidencia.          |
| Manuel Basilio Bustamante      |         | Partido Colorado | Presidente del Senado       | 10 de septiembre de 1855 | Renuncia de Venancio Flores luego de 1 año, 5 meses y 29 días en la presidencia.        |
| Pedro Varela                   |         | Partido Colorado | Designado por el Parlamento | 22 de enero de 1875      | Renuncia de José Eugenio Ellauri luego de 2 años, 10 meses y 21 días en la presidencia. |
| Francisco Antonino Vidal Silva |         | Partido Colorado | Designado por el Parlamento | 15 de marzo de 1880      | Renuncia de Lorenzo Latorre luego de 1 año y 14 días en la presidencia.                 |
| Máximo Santos                  |         | Partido Colorado | Ministerio de Guerra        | 1 de marzo de 1882       | Renuncia de Francisco Antonino Vidal luego de 1 año, 11 meses y 14 días.                |
| Máximo Santos                  |         | Partido Colorado | Presidente del Senado       | 24 de mayo de 1886       | Renuncia de Francisco Antonino Vidal luego de 2 meses y 23 días en la presidencia.      |
| Máximo Tajes                   |         | Partido Colorado | Designado por el Parlamento | 18 de noviembre de 1886  | Renuncia de Máximo Santos luego de 6 meses y 25 días en la presidencia.                 |
| Juan Lindolfo Cuestas          |         | Partido Colorado | Presidente del Senado       | 25 de agosto de 1897     | Asesinato de Juan Idiarte Borda luego de 3 años, 5 meses y 4 días en la presidencia.    |
| Luis Batlle Berres             |         | Partido Colorado | Vicepresidente              | 2 de agosto de 1947      | Muerte de Tomás Berreta luego de 5 meses y un día en la presidencia.                    |
| Jorge Pacheco Areco            |         | Partido Colorado | Vicepresidente              | 6 de diciembre de 1967   | Muerte de Óscar Gestido luego de 9 meses y 5 días en la presidencia.                    |

## Estadísticas

Expresidentes vivos
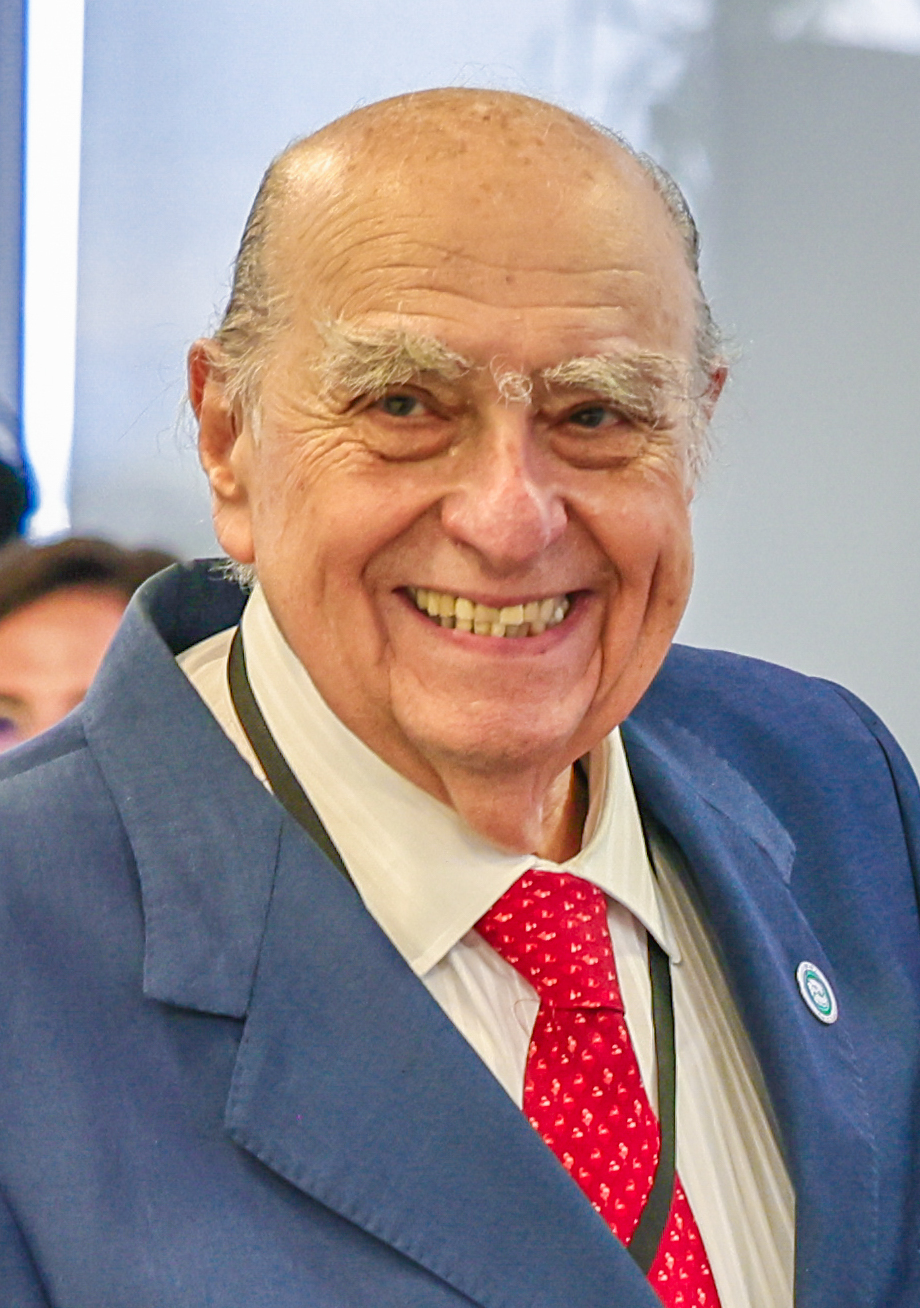
Julio María Sanguinetti 35°.(1985-1990) 37°.(1995-2000) Completó su segundo mandato hace
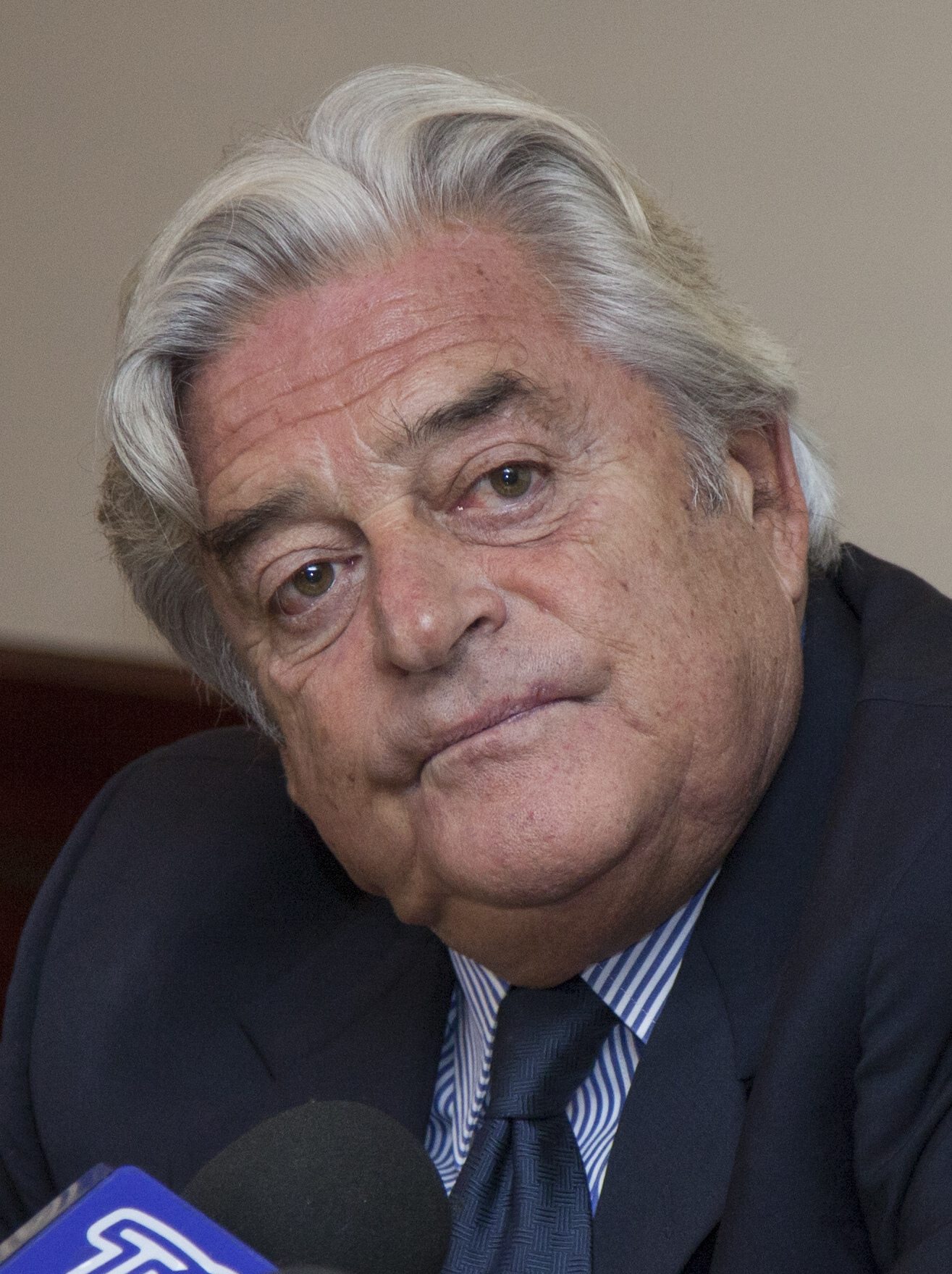
Luis Alberto Lacalle 36°. (1990-1995) Completó su mandato hace
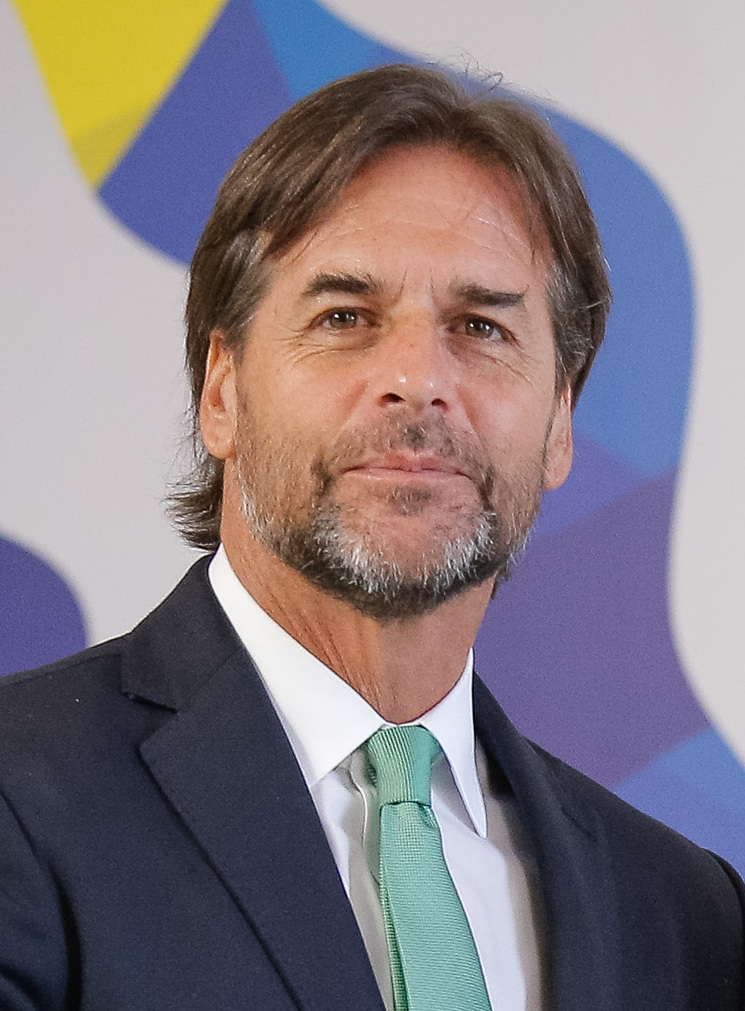
Luis Lacalle Pou 42° (2020-2025) Completó su mandato hace

- Julio María Sanguinetti
35°.(1985-1990)
37°.(1995-2000)
6 de enero de 1936 (89 años)
Completó su segundo mandato hace 25 años, 5 meses y 5 días
- Luis Alberto Lacalle
36°. (1990-1995)
13 de julio de 1941 (84 años)
Completó su mandato hace 30 años, 5 meses y 5 días
- Luis Lacalle Pou
42°  (2020-2025)
11 de agosto de 1973 (51 años)
Completó su mandato hace 5 meses y 5 días

### Miscelánea
- José Eugenio Ellauri (15 de noviembre de 1834 - 27 de diciembre de 1894) fue el primer presidente en nacer luego de la Declaratoria de la independencia, Convención Preliminar de Paz y de la Jura de la Constitución. En definitiva el primer presidente en nacer en el Uruguay independiente.
- Venancio Flores (18 de mayo de 1808 - 19 de febrero de 1868) fue el primer presidente nacido en el siglo XIX.
- Máximo Tajes (23 de noviembre de 1852 - 21 de noviembre de 1912) fue el presidente más joven al asumir el cargo (33 años, 11 meses y 25 días). Actualmente la Constitución de Uruguay exige un mínimo de 35 años al momento de la asunción.
- Andrés Martínez Trueba (11 de febrero de 1884 - 19 de diciembre de 1959) fue el último presidente nacido en el siglo XIX. A la vez que es junto a Tomás Berreta, Tabaré Vázquez y Yamandú Orsi, los únicos ex intendentes que alcanzaron la presidencia. Siendo Martínez Trueba y Vázquez intendentes de Montevideo, mientras que Berreta y Orsi lo fueron de Canelones. No ha habido presidentes que hayan sido intendentes de los restantes 17 departamentos del país.
- Óscar Diego Gestido (28 de noviembre de 1901 - 6 de diciembre de 1967) fue el primer presidente nacido en el siglo XX.
- Tabaré Vázquez (17 de enero de 1940 - 6 de diciembre de 2020) es el presidente de mayor de edad (75 años, 1 mes y 15 días en su segundo mandato) al asumir el cargo y a la vez el de mayor edad al dejar el cargo (80 años, 1 mes y 15 días). Además de ser el primer presidente perteneciente a un tercer partido político. A su vez, es el primer presidente con nombre de origen indígena, siendo Yamandú Orsi el segundo con nombre de dicho origen.
- José Batlle y Ordóñez (21 de mayo de 1856 - 20 de octubre de 1929) fue el primer presidente hijo de presidente (Lorenzo Batlle). En 2000 asumió su sobrino nieto Jorge Batlle (25 de octubre de 1927 -  24 de octubre de 2016) quien fue el segundo presidente hijo de presidente (Luis Batlle Berres), además de ser el primer presidente en ser electo en un balotaje. En 2020 asumió Luis Lacalle Pou (11 de agosto de 1973 - presente) quien se convirtió en el tercer presidente hijo de presidente (Luis Alberto Lacalle).
- Jorge Batlle Ibáñez (25 de octubre de 1927 - 24 de octubre de 2016), además de hijo de presidente, fue el primer bisnieto de presidente (descendiente directo de Lorenzo Batlle). Fue también el primer presidente desde la restauración democrática que no buscó la reelección en una elección posterior, siendo hasta el momento el último José Mujica.
- José Serrato (30 de septiembre de 1868 - 7 de septiembre de 1960) fue el primer presidente en ser electo por sufragio universal además fue el presidente en fallecer con mayor edad (91 años, 11 meses y 7 días).
- José Mujica es el único caso donde un presidente recibió juramento de parte de su esposa (Lucía Topolansky), al ser esta la Presidenta del Senado en ejercicio como primera senadora titular.
- Julio María Sanguinetti (6 de enero de 1936 - presente) fue el primer presidente elegido en dos ocasiones mediante sufragio universal (1984 y 1994), además también fue el primer presidente tras el fin de la última dictadura (1973 - 1985).
- Juan María Bordaberry (17 de junio de 1928 - 17 de julio de 2011) fue el presidente que vivió mayor tiempo luego de dejar la presidencia (35 años, 1 mes y 5 días); habiendo gobernado entre 1972 y 1976, falleció con 83 años y 1 mes.
- Gabriel Terra (1 de agosto de 1873 - 15 de septiembre de 1942) es el presidente que más tiempo se mantuvo en el cargo de manera continua, primer como presidente constitucional, luego de facto tras su golpe de Estado y luego electo por la III Asamblea Constituyente. Su mandato duró entre el 1 de marzo de 1931 y el 11 de junio de 1938 (7 años, 3 meses y 14 días).
- Luis Lacalle Pou ha sido el primer presidente electo conjuntamente con una vicepresidenta mujer (Beatriz Argimón). Anteriormente, durante su segunda presidencia, Tabaré Vázquez también había tenido una vicepresidenta mujer (Lucía Topolansky) pero no fue electa sino que asumió por la renuncia del vicepresidente electo Raúl Sendic.
- Fructuoso Rivera (27 de octubre de 1784 - 13 de enero de 1854) además de ser el primer presidente constitucional, fue el primer presidente en ser elegido para dos mandatos, aunque el primer presidente en completar dos mandatos completos fue José Batlle y Ordóñez. Rivera también fue el primer presidente en renunciar (en su primer mandato) mientras que Francisco Antonino Vidal Silva (14 de mayo de 1825 - 7 de febrero de 1889) fue el último presidente que ha renunciado.
- Yamandú Orsi es el primer presidente nacido fuera de Montevideo desde Baltasar Brum. A su vez, es el primer presidente que fuera antes Intendente de Canelones desde Tomás Berreta.
- Luis Batlle Berres fue el primer vicepresidente en asumir la presidencia ante la falta de un presidente, en este caso por la muerte de Tomás Berreta en 1947. El último fue Jorge Pacheco Areco tras la muerte de Oscar Diego Gestido en 1967.
- Juan Idiarte Borda (20 de abril de 1844 - 25 de agosto de 1897) fue el primer presidente que murió en el cargo y hasta ahora el único víctima de un asesinato estando en ejercicio. Por su parte, Venancio Flores y Bernardo Berro fueron asesinados fuera de su propio gobierno.
- Tomás Berreta (22 de noviembre de 1875 - 2 de agosto de 1947) y Óscar Diego Gestido (28 de noviembre de 1901 - 6 de diciembre de 1967) fueron el primero y el último en morir durante sus mandatos por causas naturales, respectivamente.
- Los años 1886 y 1947 son los únicos hasta la fecha en que ha habido tres presidentes distintos: Máximo Santos, Francisco Antonino Vidal Silva y Máximo Tajes en 1886 y Juan José de Amézaga, Tomás Berreta y Luis Batlle Berres en 1947.
- Fructuoso Rivera, Francisco Vidal, José Batlle y Ordóñez, Julio María Sanguinetti y Tabaré Vázquez son los únicos Presidentes que fueron electos en dos períodos en la historia de Uruguay como país.
- Al asumir Luis Lacalle Pou el 1 de marzo de 2020, y estar vivo su padre Luis Alberto Lacalle de Herrera, se dio ese hecho por primera vez en la historia del Uruguay. Desde que Luis Lacalle Pou culminó su mandato, por primera vez hay dos expresidentes padre e hijo que siguen con vida, desde hace 5 meses y 5 días.

## Atributos
El presidente de la República, como jefe del estado y del gobierno cuenta con un conjunto de atributos y distinciones que representan la postura del cargo. Uno de ellos y quizá el más significativo, es la banda presidencial, entregada al momento en el cual el presidente saliente transmite la autoridad presidencial al presidente electo. También existe el estandarte presidencial, así como una marcha militar en su honor. 

### Escolta presidencial
El presidente de la República es custodiado protocolarmente por el Regimiento de Blandengues de Artigas. Estos, se encargan además de la seguridad perimetral de la Torre Ejecutiva, las residencia presidenciales en las que el mandatario se encuentre, así como la custodia de los restos de José Gervasio Artigas en su Mausoleo.

### Edecán presidencial

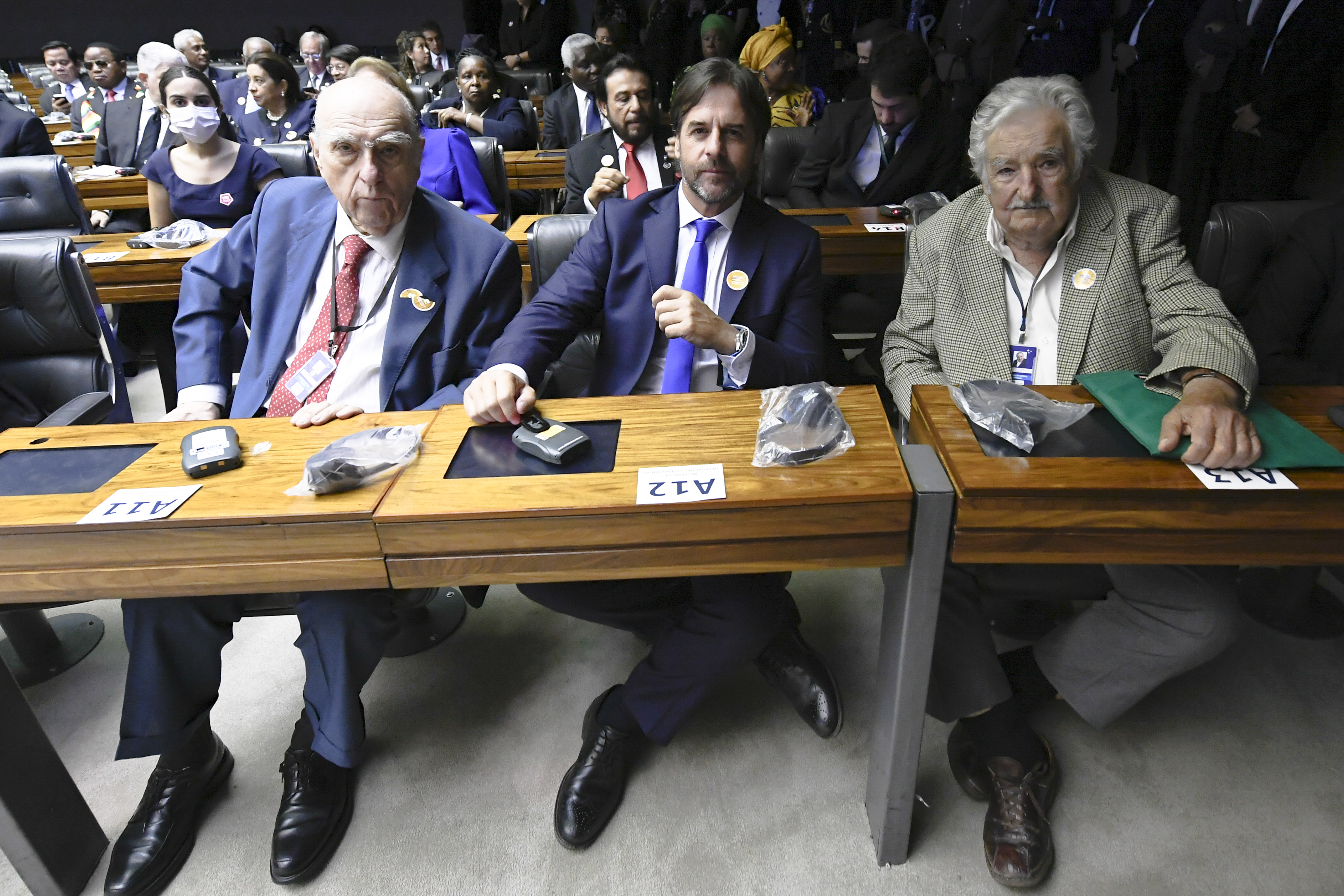
De izquierda a derecha: los presidentes Sanguinetti, Lacalle Pou y Mujica, en 2023

Cuenta con tres edecanes presidenciales, uno por cada arma de las Fuerza Armadas. Tienen como cometido la asistencia, protección y acompañamiento del Jefe Estado.

### Residencia
Si bien desde los orígenes de la República, las residencias de los presidentes fueron particulares, o en algunas excepciones en el Palacio Estévez, desde 1947 (gobierno de Luis Batlle Berres) el Poder Ejecutivo, como la Presidencia de la República, cuenta con una residencia oficial para quien esté en el ejercicio de la primera magistratura. La residencia oficial es Suárez y Reyes, una casa quinta ubicada en el barrio Prado de Montevideo. En los años cuarenta los presidentes contaban con una única residencia de descanso, ubicada en Villa García, en los años sesenta el empresario argentino Aarón de Anchorena donaría la Estancia de Anchorena para dicho cometido y posteriormente se construirá la residencia Punta del Este, ambas con el objetivo de ser residencias de descanso y veraneo para el presidente.  Algunos mandatarios han optado por residir en sus residencias habituales y sólo utilizar la residencia oficial para actos protocolares.

### Seguridad y transporte
El mandatario cuenta con un vehículo oficial para su traslado dentro de la ciudad, como también para el territorio. El Escuadrón Aéreo N.º 5 de la Brigada Aérea I, es el encargado del traslado del presidente dentro del territorio nacional, mediante el helicóptero presidencial. Hasta el año 2020 el presidente contó con un avión presidencial para su traslado. 
A su vez el Servicio de Seguridad Presidencial es el encargado de la seguridad del presidente y su familia, sus miembros pueden ser oficiales de policía, como también civiles.

## Casas de Gobierno
Desde la creación de Uruguay como estado independiente, los presidentes solían utilizar la antigua Casa del Gobernador, en el viejo Fuerte de Montevideo como sede y oficina del presidente. No fue hasta el año 1878 cuando el gobierno de Lorenzo Latorre adquiere un edificio sobre la Plaza Independencia, y le encomienda al ingeniero Juan Alberto Capurro la restauración del mismo para convertirlo en la sede del Poder Ejecutivo. El Palacio Estévez cumpliría con dicha función hasta el año 1985, cuando casi todas sus dependencias se mudan hacia el Edificio Libertad. En 2009 es inaugurada la Torre Ejecutiva, la actual sede del Poder Ejecutivo y de la Presidencia. 

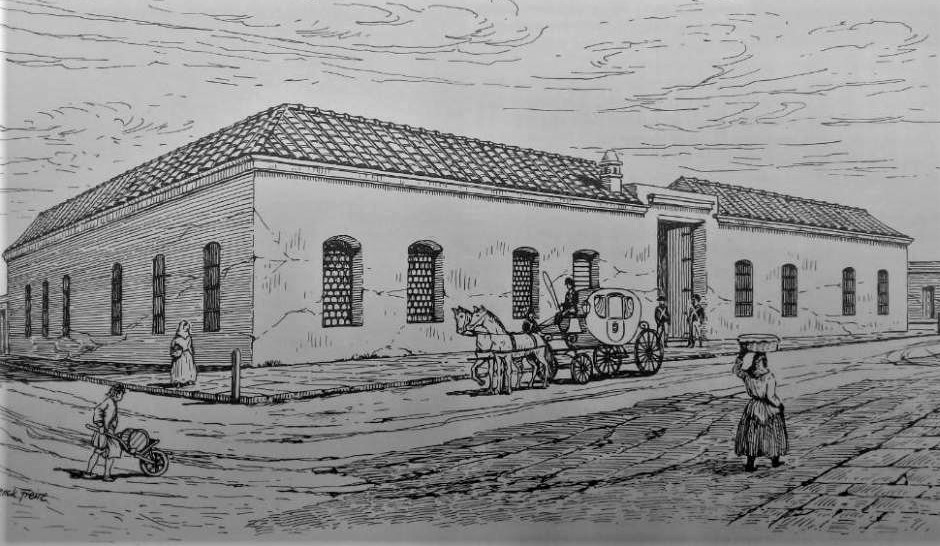
Casa del Gobernador Sede del Poder Ejecutivo  (1830-1880)
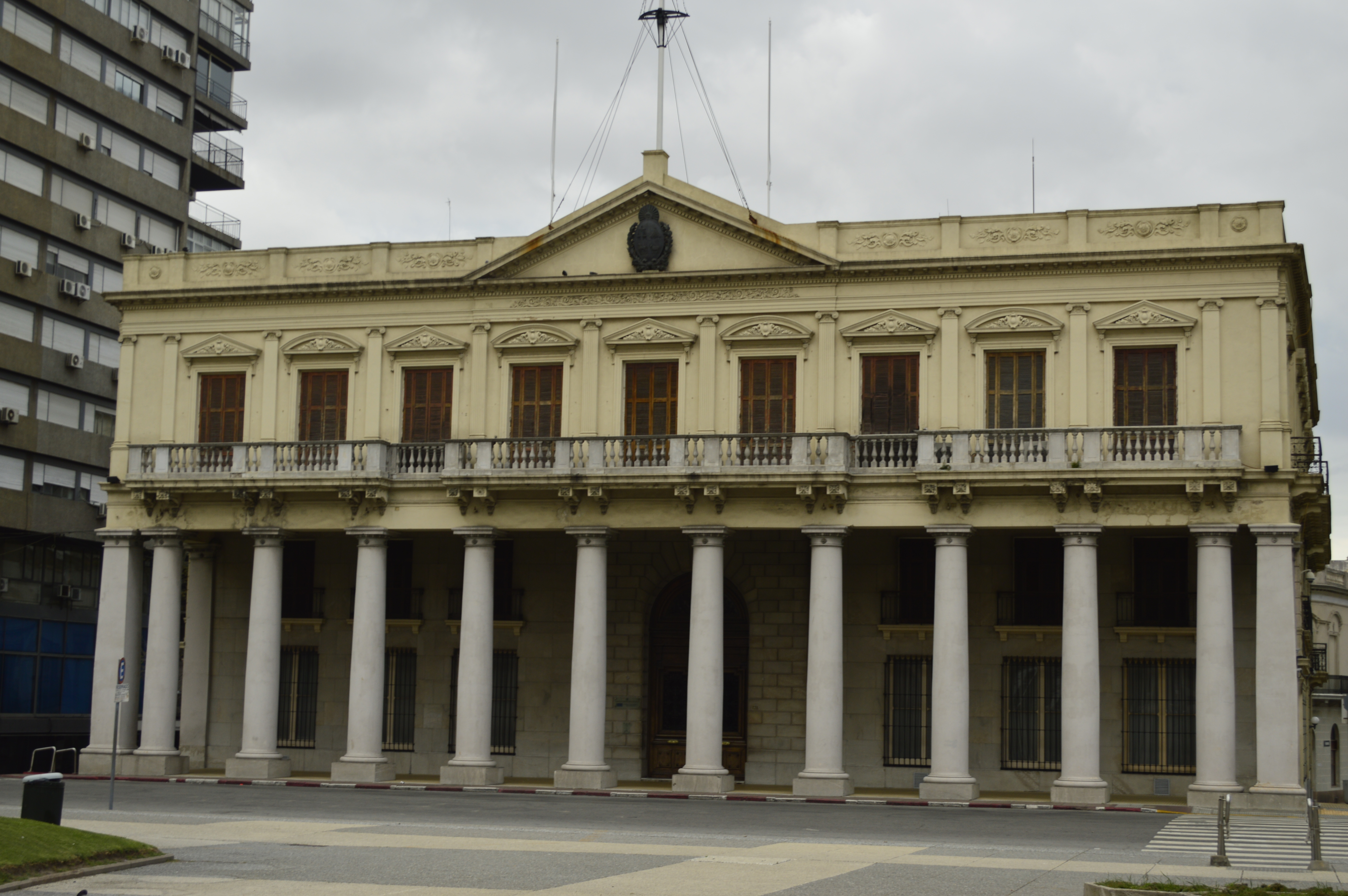
Palacio Estévez Sede del Poder Ejecutivo (1880-1985)
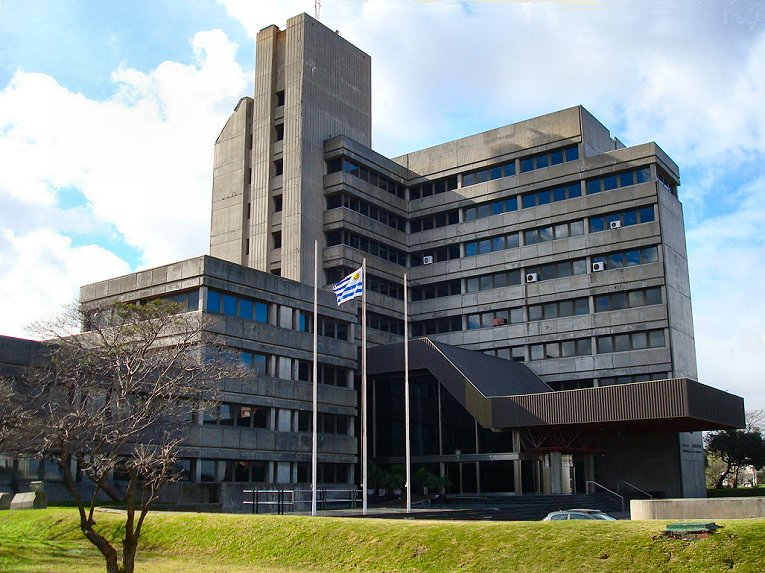
Edificio Libertad Sede del Poder Ejecutivo  (1985-2005)
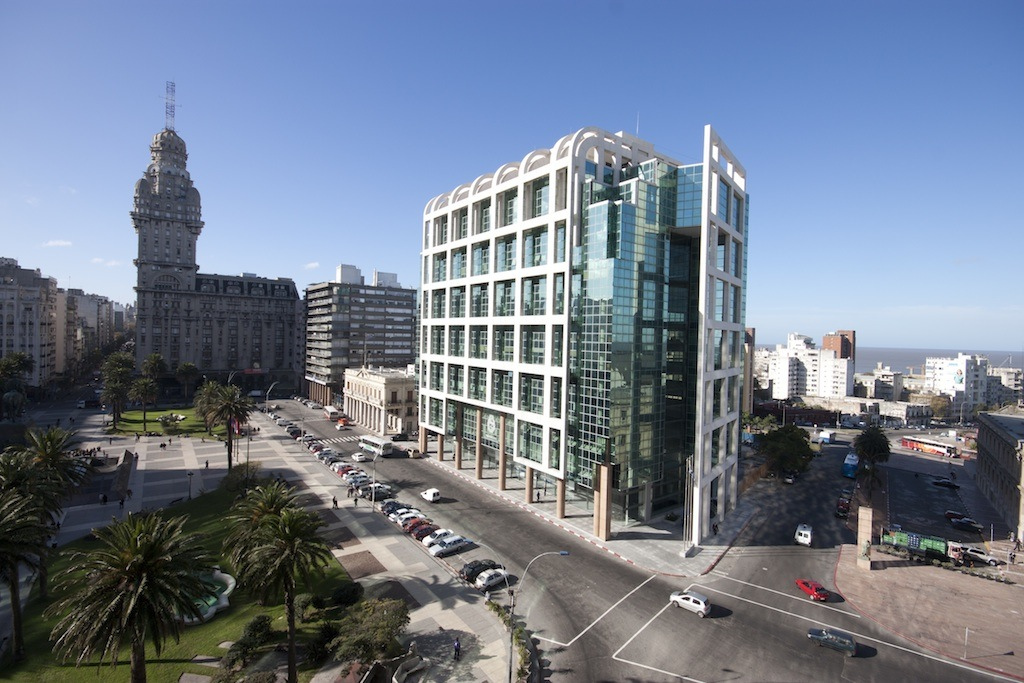
Torre Ejecutiva Sede del Poder Ejecutivo (2005-actualidad)

### Generales
- Texto vigente de la Constitución con las reformas de 1989, 1994, 1996 y 2004
  - Constitución de 1967
  - Constitución de 1952
  - Constitución de 1942
  - Constitución de 1934
  - Constitución de 1918
  - Constitución de 1830

### Complementarios
1. ↑  «Heads of State, Heads of Government & Ministers for Foreign Affairs» (en inglés). Protocol and Liaison Service. Naciones Unidas. Consultado el 7 de diciembre de 2015.
2. ↑  «Retribución Presidente de la República».
3. ↑  «Retribución Presidente de la República».
4. ↑  https://www.gub.uy/junta-transparencia-etica-publica/sites/junta-transparencia-etica-publica/files/2020-08/Dr.%20Lacalle%20Pou%202020.pdf
5. ↑  «Decreto N.º 435/007». Presidencia de la Républica.
6. ↑  «Como será la ceremonia de cambio de mando». El Observador.
7. ↑  «Cambio de último momento: la ceremonia de asunción de Orsi será como se estableció en el plan original». El País.